# Игнатьева, Анна Васильевна
Анна Васильевна Игнатьева — советский хозяйственный, государственный и политический деятель.

## Биография
Родилась в 1923 году в селе Янтиково. Член КПСС.
Окончила Чувашский государственный педагогический институт, Высшую партийную школу при ЦК КПСС.
С 1946 года — на хозяйственной, общественной и политической работе. Работала учителем истории Цивильской средней школы, заместителем директора Ядринского педучилища, директором Цивильской средней школы (1946—1957), вторым секретарём Цивильского РК КПСС, заместитель секретаря парткома Ядринского производственно-колхозного управления, председателем исполкома райсовета депутатов трудящихся (1957—1965), первым секретарем Ядринского РК КПСС (1965-1983).
С 1983 года первый заместитель председателя, член Президиума республиканского Совета ветеранов войны, труда и правоохранительных органов.
Избиралась делегатом XXIII съезда КПСС, депутатом Совета Национальностей Верховного Совета СССР 7-го созыва от Ядринского избирательного округа, депутатом Верховного Совета ЧАССР 8—10 созывов.
Награждена тремя орденами Трудового Красного Знамени, Дружбы народов, медалями. 
В 1996 году присвоено звание «Почётный гражданин города Ядрина».
Умерла в Янтикове в 2005 году.